# Ugo Legrand
Ugo Legrand, (* 22. ledna 1989 Mont-Saint-Aignan, Francie) je reprezentant Francie v judu. Je držitelem bronzové olympijské medaile.

## Kariéra
S judem začal ve třech letech v dojo svého otce v Le Grand-Quevilly. Jeho praděd patřil k předním francouzským klasikům (zápasníkům). S přestupem mezi seniory se přesunul do Orléans, de se připravuje v klubu USO Loiret.
V roce 2012 se kvalifikoval na olympijské hry v Londýně. Formu však optimálně nevyladil a k bronzové medaili, kterou nakonec vybojoval, mu pomohla mimo jeho krásné techniky i zranění soupeřů. Ve druhém kole otočil zápas s Egypťanem Hafizem až po jeho zranění kotníku. V souboji o bronzovou olympijskou medaili nastoupil proti Jihokorejci Wang Ki-čchunovi, který kvůli zraněnému lokti nemohl plně využít svojí nejsilnější techniku a prodloužení kapituloval.
V úvodu roku 2015 utrpěl při pádu z kola zranění levého ramene a podstoupil operaci.

### Vítězství
- 2010 – 1x světový pohár (Čching-tao)
- 2014 – 1x světový pohár (Montevideo)

## Výsledky
| Olympijské hry     |    |     |     | —  |    |    |     | 3. |    |     |  |  |  |  |  |  |  |  |  |  |  |  |  |  |  |  |  |
| Mistrovství světa  | —  |     | —   |    | —  | 7. | 3.  |    | 2. | úč. |  |  |  |  |  |  |  |  |  |  |  |  |  |  |  |  |  |
| Mistrovství Evropy | —  | —   | —   | —  | —  | 3. | úč. | 1. | —  | 2.  |  |  |  |  |  |  |  |  |  |  |  |  |  |  |  |  |  |
| ME do 23 let       | —  | —   | úč. | —  | 1. | —  | —   |    |    |     |  |  |  |  |  |  |  |  |  |  |  |  |  |  |  |  |  |
| MS juniorů         |    | úč. |     | 1. |    |    |     |    |    |     |  |  |  |  |  |  |  |  |  |  |  |  |  |  |  |  |  |
| ME juniorů         | —  | 3.  | 2.  | 1. |    |    |     |    |    |     |  |  |  |  |  |  |  |  |  |  |  |  |  |  |  |  |  |
| ME kadetů          | 3. |     |     |    |    |    |     |    |    |     |  |  |  |  |  |  |  |  |  |  |  |  |  |  |  |  |  |